# Acrotrichis chevrolati
Acrotrichis chevrolati ist ein Käfer aus der Familie der Zwergkäfer (Ptiliidae).

## Merkmale
Die Käfer erreichen eine Körperlänge von 0,5 bis 0,55 Millimetern und sind damit die kleinste europäische Art der Gattung Acrotrichis. Der Körper ist schwarz gefärbt und weist keinen metallischen Schimmer auf, die Deckflügel sind sehr selten dunkelbraun gefärbt. Ihm fehlen Tasterborsten an den Seiten. Der stark glänzende Halsschild ist gelegentlich an den Seiten dichter, ansonsten locker punktförmig strukturiert. Die Deckflügel sind auf der gesamten Länge nahezu gleich breit und hinten nur sehr schwach verjüngt. Der Halsschild ist nicht oder nur geringfügig breiter als die Deckflügel. Acrotrichis chevrolati ist etwas kleiner als der ähnliche Acrotrichis montandoni. Die Fühler sind dunkel mit den ersten beiden Basalgliedern rötlich gefärbt. Sie sind länger als bei der ansonsten ähnlich großen Acrotrichis sericans. Die Beine sind braungelb, die Schienen (Tibien) sind häufig getrübt. Die Schienen der Vorderbeine sind an der Unterseite apikal mit nur drei Borsten versehen.

## Vorkommen und Lebensweise
Die Art ist in Nord- und Mitteleuropa von Südengland, Dänemark, dem Süden Skandinaviens und Finnlands und Karelien bis in den Süden nach Frankreich und Italien verbreitet. In Mitteleuropa ist die Art nur lokal verbreitet und selten.